# Froben Homburger
Froben Homburger (* 27. Januar 1966) ist ein deutscher Journalist.

## Leben und Wirken
Homburger studierte Politikwissenschaft, Rechtswissenschaft und Europäische Ethnologie an der Philipps-Universität Marburg. Nach einer Zeit als freier Journalist trat er 1993 in die deutsche Inlandsredaktion der Nachrichtenagentur Associated Press (AP) ein. 1996 wurde er stellvertretender Leiter, 2005 Leiter der Redaktion. Ab 2010 war er außerdem stellvertretender Chefredakteur der Agentur. Als Vertreter von AP wurde er 1995 gemeinsam mit Verena Schmitt-Roschmann mit dem Medienpreis der Deutschen AIDS-Stiftung ausgezeichnet. Seit 2010 ist er Nachrichtenchef der Deutschen Presse-Agentur.